# ابوبکر مورو
ابوبکر مورو (انگلیسی: Abubakar Moro؛ زادهٔ ۱۷ اوت ۱۹۹۱) بازیکن فوتبال اهل غنا است.
از باشگاه‌هایی که در آن بازی کرده است می‌توان به باشگاه ورزشی هارتس آف اوک اشاره کرد.
وی همچنین در تیم ملی فوتبال غنا بازی کرده است.